# Eurya crenatifolia
Eurya crenatifolia là một loài thực vật có hoa trong họ Pentaphylacaceae. Loài này được (Yiamamoto) Kobuski mô tả khoa học đầu tiên năm 1938.